# Felipe (futbolista)
Felipe de Almeida Gomes (5 de enero de 1988) es un futbolista brasileño que se desempeña como delantero.
En 2003, Felipe se unió al America. Después de eso, jugó en el Vegalta Sendai y FC Perada Fukushima.

## Trayectoria

### Clubes
| Club                | País   | Año         |
| ------------------- | ------ | ----------- |
| America             | Brasil | 2003 - 2007 |
| Vegalta Sendai      | Japón  | 2007        |
| FC Perada Fukushima | Japón  | 2007        |